# PewDiePie
Felix Arvid Ulf Kjellberg (Göteborg, 24 oktober 1989), beter bekend onder zijn alias PewDiePie ([ˈpjuːdipaɪ]), is een Zweedse youtuber.
Vanaf augustus 2013 tot en met april 2019 had PewDiePie het grootste YouTube-kanaal ter wereld, al werd hij eind 2013 en begin 2019 meerdere malen kortstondig ingehaald door respectievelijk YouTube Spotlight en T-Series. Kjellberg was tevens de eerste youtuber met 20 miljoen, 30 miljoen, 40 miljoen, 50 miljoen, 60 miljoen, 70 miljoen, 80 miljoen en 90 miljoen abonnees. Op 24 augustus 2019 haalde Kjellberg de mijlpaal van 100 miljoen abonnees. Zijn vroegere video's zijn vooral Let's Play-filmpjes waarin hij videospellen speelt en becommentarieert, maar latere video's gaan vooral over grappige filmpjes en internetmemes. Deze video's zijn vaak humoristisch bedoeld.

## Persoonlijk leven
In het Zweedse Göteborg studeerde Kjellberg, na zijn middelbare school, industriële economie en technologiemanagement aan de Technische Universiteit Chalmers. Hier is hij in 2011 echter mee gestopt, omdat hij naar eigen zeggen studeren te saai vond. Voordat PewDiePie begon met YouTube, verdiende hij geld met het verkopen van hotdogs en het bewerken van foto's.
Kjellberg is op 19 augustus 2019 getrouwd met Marzia Bisognin, met wie hij in het Britse Brighton samenwoonde. Bisognin is een Italiaanse YouTube-persoonlijkheid die voorheen bekend was onder het pseudoniem CutiePieMarzia. Kjellberg en Bisognin ontmoetten elkaar in 2011, op dezelfde dag als hun huwelijk 8 jaar later. Kjellberg heeft ook twee mopshonden genaamd Edgar en Maya. 
Op 1 mei 2022 verhuisde hij naar Japan.
Kjellberg werd vader op 11 juli 2023. Hij gaf samen met zijn vrouw, zijn zoon de naam Björn.

## YouTube
Kjellberg begon zijn YouTube-carrière in oktober 2010 als een hobby, toen hij zijn eerste video uploadde. In zijn video's speelt hij videospellen die hij tegelijkertijd in het Engels becommentarieert. In december 2016 bereikte hij als eerste youtuber de mijlpaal van 50 miljoen abonnees.
Kjellberg is dusdanig invloedrijk dat de verkopen van videospellen die hij in zijn video's speelt soms aanzienlijk stijgen. Hierdoor wordt hij vaak gevraagd door spelontwikkelaars om hun spel te bespreken.
Zijn YouTube-kanaal is een fulltimebaan waarmee hij in 2014 op jaarbasis ongeveer 4 miljoen dollar verdiende. In 2015 was Kjellberg de bestverdienende youtuber, met in dat jaar een inkomen van 12 miljoen dollar.. Op 16 december 2019 heeft hij vermeld in een video dat hij een pauze gaat nemen van youtube 

### PewDiePie vs. T-Series
Op 5 oktober 2018 publiceerde Kjellberg Bitch Lasagna, een disstrack gericht tot het Indische film- en muziekkanaal T-Series, dat toen een sterkere groei van abonnees kende en volgens voorspellingen op korte termijn het grootste YouTube-kanaal ter wereld zou worden.
In februari en maart 2019 werd Kjellberg meerdere malen kortstondig ingehaald door T-Series. Eind maart leek de strijd beslecht toen Kjellberg meer dan 100 duizend abonnees achterstond. Op 31 maart uploadde hij Congratulations, een muziekvideo waarin hij T-Series op ironische wijze feliciteerde met de overwinning. Dankzij deze video kende hij opnieuw een sterke groei van abonnees, waardoor hij T-Series begin april weer kon inhalen. T-Series heeft deze strijd uiteindelijk toch gewonnen op 14 april 2019 en heeft sinds juni 2020 een voorsprong van 38 miljoen abonnees.

### Wereldrecords
Kjellberg had van augustus 2013 tot en met april 2019 het wereldrecord voor meeste abonnees op YouTube in handen. Eind 2013 en begin 2019 was dit record evenwel meerdere malen kortstondig in handen van respectievelijk YouTube Spotlight en T-Series. Kjellberg was daarnaast de eerste youtuber die de mijlpaal van 20 miljoen, 30 miljoen, 40 miljoen, 50 miljoen, 60 miljoen, 70 miljoen en 80 miljoen abonnees wist te bereiken.
In december 2016 ontving hij als eerste de Ruby Play Button, een cadeau van YouTube voor het behalen van 50 miljoen abonnees.

## Prijzen en nominaties
| Jaar | Prijs                        | Categorie                                  | Resultaat   |
| ---- | ---------------------------- | ------------------------------------------ | ----------- |
| 2013 | Starcount Social Star Awards | Most Popular Social Show                   | Gewonnen    |
| 2013 | Starcount Social Star Awards | Sweden Social Star                         | Gewonnen    |
| 2013 | Shorty Awards                | #Gaming                                    | Gewonnen    |
| 2014 | Teen Choice Awards           | Web Star: Gaming                           | Gewonnen    |
| 2014 | Streamy Awards               | Best Gaming Channel, Show, or Series       | Genomineerd |
| 2014 | Golden Joystick Awards       | Gaming Personality                         | Gewonnen    |
| 2015 | Teen Choice Awards           | Choice Web Star: Male                      | Genomineerd |
| 2015 | Streamy Awards               | Best First-Person Channel, Show, or Series | Genomineerd |
| 2015 | Streamy Awards               | Best Gaming Channel, Show, or Series       | Gewonnen    |
| 2015 | Golden Joystick Awards       | Gaming Personality                         | Gewonnen    |
| 2016 | Shorty Awards                | YouTuber of the Year                       | Genomineerd |
| 2017 | People's Choice Awards       | Favorite YouTube Star                      | Genomineerd |
| 2019 | Teen Choice Awards           | Choice Gamer                               | Gewonnen    |